# Dante Sealy
Dante Isaiah Sealy (Brooklyn, 17 aprile 2003) è un calciatore statunitense naturalizzato trinidadiano, difensore del CF Montréal e della nazionale trinidadiana.

## Biografia
È figlio dell'ex calciatore trinidadiano Scott Sealy.

## Carriera

### Club
Cresciuto nel settore giovanile del FC Dallas, il 26 febbraio 2019 ha firmato il suo primo contratto professionistico ed il giorno successivo è stato prestato alla propria squadra affiliata in USL League One, il North Texas. Ha debuttato il 31 marzo nell'incontro vinto per 3-2 contro il Chattanooga Red Wolves ed il 2 giugno ha segnato il suo primo gol nella trasferta vinta per 3-0 contro i Richmond Kickers. Rientrato al FC Dallas dopo aver vinto il campionato, ha debuttato in prima squadra il 10 settembre 2020 nell'incontro di MLS perso per 3-2 contro il Minnesota Utd. La stagione seguente ha realizzato il suo primo gol in prima squadra nel successo per 4-1 contro il Portland Timbers.
L'11 agosto 2021 è stato ceduto in prestito per due stagioni al PSV, che lo ha aggregato alla seconda squadra. Ha esordito in Eerste Divisie sedici giorni dopo nella trasferta persa per 1-0 contro l'Helmond Sport, ed il 10 settembre ha segnato il suo primo gol con gli olandesi nell'incontro vinto per 3-1 contro lo Jong Ajax.
Nel luglio 2023 è tornato negli Stati Uniti dopo aver giocato 54 incontri e realizzato 6 reti. Con il club texano ha disputato due stagioni (2023-2024) in cui ha messo insieme 31 presenze ed una rete tra campionato e coppe.
Il 6 febbraio 2025 viene ingaggiato dal CF Montréal.

### Nazionale
Ha giocato con le nazionali giovanili statunitensi Under-16, Under-17 e Under-20.
Successivamente ha scelto di rappresentare Trinidad e Tobago, con la cui nazionale maggiore ha esordito nel 2025, anno in cui ha anche partecipato alla CONCACAF Gold Cup.

## Statistiche

### Presenze e reti nei club
Statistiche aggiornate al 6 febbraio 2025.
| Stagione         | Squadra          | Campionato       | Campionato | Campionato | Coppe nazionali | Coppe nazionali | Coppe nazionali | Coppe continentali | Coppe continentali | Coppe continentali | Altre coppe | Altre coppe | Altre coppe | Totale | Totale | Totale |
| Stagione         | Squadra          | Comp             | Pres       | Reti       | Comp            | Pres            | Reti            | Comp               | Pres               | Reti               | Comp        | Pres        | Reti        | Pres   | Reti   |        |
| ---------------- | ---------------- | ---------------- | ---------- | ---------- | --------------- | --------------- | --------------- | ------------------ | ------------------ | ------------------ | ----------- | ----------- | ----------- | ------ | ------ | ------ |
| 2019             | North Texas      | USL1             | 19         | 1          |                 | -               | -               |                    | -                  | -                  |             | -           | -           | 19     | 1      |        |
| 2020             | FC Dallas        | MLS              | 5          | 0          |                 | -               | -               |                    | -                  | -                  |             | -           | -           | 5      | 0      |        |
| 2021             | FC Dallas        | MLS              | 6          | 1          |                 | -               | -               |                    | -                  | -                  |             | -           | -           | 6      | 1      |        |
| 2021-2022        | Jong PSV         | 1D               | 27         | 5          |                 | -               | -               |                    | -                  | -                  |             | -           | -           | 27     | 5      |        |
| 2022-2023        | Jong PSV         | 1D               | 27         | 1          |                 | -               | -               |                    | -                  | -                  |             | -           | -           | 27     | 1      |        |
| 2023             | FC Dallas        | MLS              | 13         | 0          | USOC            | 0               | 0               |                    | -                  | -                  | LC          | 0           | 0           | 13     | 0      |        |
| 2024             | FC Dallas        | MLS              | 17         | 1          | USOC            | 1               | 0               |                    | -                  | -                  | LC          | 0           | 0           | 18     | 1      |        |
| Totale FC Dallas | Totale FC Dallas | Totale FC Dallas | 41         | 2          |                 | 1               | 0               |                    | -                  | -                  |             | 0           | 0           | 42     | 2      |        |
| 2025             | CF Montréal      | MLS              | -          | -          | CC              | -               | -               |                    | -                  | -                  | LC          | -           | -           | -      | -      |        |
| Totale carriera  | Totale carriera  | Totale carriera  | 114        | 9          |                 | 1               | 0               |                    | -                  | -                  |             | 1           | 0           | 114    | 9      |        |

### Cronologia presenze e reti in nazionale
| Cronologia completa delle presenze e delle reti in nazionale ― Trinidad e Tobago | Cronologia completa delle presenze e delle reti in nazionale ― Trinidad e Tobago | Cronologia completa delle presenze e delle reti in nazionale ― Trinidad e Tobago | Cronologia completa delle presenze e delle reti in nazionale ― Trinidad e Tobago | Cronologia completa delle presenze e delle reti in nazionale ― Trinidad e Tobago | Cronologia completa delle presenze e delle reti in nazionale ― Trinidad e Tobago | Cronologia completa delle presenze e delle reti in nazionale ― Trinidad e Tobago | Cronologia completa delle presenze e delle reti in nazionale ― Trinidad e Tobago |
| Data                                                                             | Città                                                                            | In casa                                                                          | Risultato                                                                        | Ospiti                                                                           | Competizione                                                                     | Reti                                                                             | Note                                                                             |
| -------------------------------------------------------------------------------- | -------------------------------------------------------------------------------- | -------------------------------------------------------------------------------- | -------------------------------------------------------------------------------- | -------------------------------------------------------------------------------- | -------------------------------------------------------------------------------- | -------------------------------------------------------------------------------- | -------------------------------------------------------------------------------- |
| 6-6-2025                                                                         | Port of Spain                                                                    | Trinidad e Tobago                                                                | 6 – 2                                                                            | Saint Kitts e Nevis                                                              | Qual. Mondiali 2026                                                              | 2                                                                                | 87’                                                                              |
| 10-6-2025                                                                        | San José                                                                         | Costa Rica                                                                       | 2 – 1                                                                            | Trinidad e Tobago                                                                | Qual. Mondiali 2026                                                              | -                                                                                | 46’                                                                              |
| 15-6-2025                                                                        | San Jose                                                                         | Stati Uniti                                                                      | 5 – 0                                                                            | Trinidad e Tobago                                                                | Gold Cup 2025 - 1º turno                                                         | -                                                                                | 46’                                                                              |
| 19-6-2025                                                                        | Houston                                                                          | Trinidad e Tobago                                                                | 1 – 1                                                                            | Haiti                                                                            | Gold Cup 2025 - 1° turno                                                         | -                                                                                | 56’                                                                              |
| 22-6-2025                                                                        | Paradise                                                                         | Arabia Saudita                                                                   | 1 – 1                                                                            | Trinidad e Tobago                                                                | Gold Cup 2025 - 1º turno                                                         | 1                                                                                | 80’                                                                              |
| Totale                                                                           |                                                                                  | Presenze                                                                         | 5                                                                                |                                                                                  | Reti                                                                             | 3                                                                                |                                                                                  |

## Palmarès

### Club
- USL League One: 1

North Texas: 2019